# 中国人民解放軍北部戦区
中国人民解放軍北部戦区（ちゅうごくじんみんかいほうぐんほくぶせんく、北部战区、Běibù zhànqū、英語: Northern Theater Command）は、中華人民共和国五大戦区の一つである。瀋陽軍区と、北京軍区の内モンゴル自治区(東四盟を除いた地域)や済南軍区の山東省を統合して誕生。

## 概要
2016年2月1日、北京で開催された、中国人民解放軍戦区成立大会において、習近平党総書記（党中央軍事委員会主席兼務）が新しく発足した東部、西部、南部、北部、中部の五つの戦区の司令官と政治委員に軍旗を授与し、「各戦区には平和を維持し、戦争に勝つ使命がある」と訓示した。
北部戦区の任務はロシアや朝鮮や日本方面の軍事衝突に備えることとなっている。　　
ただし源流となる組織である第四野戦軍が創設に朝鮮族が多く関わったこと朝鮮戦争時代に第四野戦軍が義勇兵として戦ったこと、現在も北部戦区の管轄していると思われる地域には朝鮮族が多くいるとされること、これ等の事柄から北朝鮮との関係が指摘されている。

## 管轄区域
内モンゴル自治区、黒竜江省、吉林省、遼寧省、山東省

## 配属部隊
- 北部戦区陸軍（中国語版）
- 北部戦区海軍
- 北部戦区空軍（中国語版）